# كي (طب)

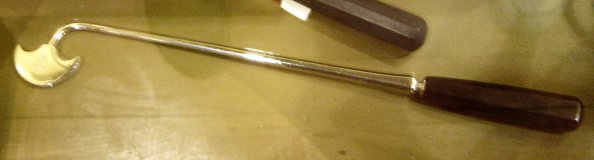
استخدم الكي قديمًا لإيقاف نزيف الجروح.

الكَيّ هو تقنية طبية تعتمد على حرق جزء من الجسد لإزالة أو إغلاق هذا الجزء، وينتج عنه إتلاف لبعض الأنسجة.
كانت تلك التقنية من التقنيات المنتشرة في إيقاف نزيف الجروح وبتر الأعضاء، قبل معرفة المضادات الحيوية. وتستخدم التقنية الآن في إزالة الثئاليل.

## وصلات خارجية
- Examples of Cauterizing the Wound in Cinema - Daily Film Dose
- islamic schools teaching pupils that